# 卡利姆格萊
卡利姆·格萊(（？-1769），是克里米亞汗國最有影響力的可汗之一。他是克里米亞許多清真寺和建築物赞助人，他也因擴建巴赫奇薩賴汗宫聞名。
他曾两度執政（1758年-1764年）(1768-1769)，1764年年被塞利姆三世·格萊廢黜。但在1768年復位，一年後駕崩。

## 巴赫奇萨赖喷泉
1764年，卡利姆汗委託波斯人奧馬爾建造巴赫奇萨赖喷泉。噴泉被稱為克里米亞可汗最後的愛情，是卡利姆汗為死去的年輕波蘭妻子建造。儘管他久經沙場的殘酷，當知道她死了他是嚴重的哭泣。他委託作出一個大理石噴泉，從而使岩石會哭泣，像他直到永遠。
同時也是一個專為慈善用途，為過路人提供水的公共噴泉。